# Corcelles-le-Jorat
Corcelles-le-Jorat ist eine politische Gemeinde im Distrikt Broye-Vully des Kantons Waadt in der Schweiz.

## Geographie
Corcelles-le-Jorat liegt auf 786 m ü. M., 28 km südwestlich der Bezirkshauptortes Payerne (Luftlinie). Das Haufendorf erstreckt sich in einer Mulde des Dorfbaches Ruisseau de Corcelles, auf der Ostabdachung des Hochplateaus des Jorat, im Waadtländer Mittelland.
Die Fläche des 7,9 km² grossen Gemeindegebiets umfasst einen Abschnitt der Molassehöhen zwischen dem Jorat und dem Oberlauf der Broye. Das Gebiet wird von zwei nahezu parallel nach Nordosten verlaufenden Quellbächen durchflossen, die sich unterhalb des Dorfes zum Ruisseau de Corcelles vereinigen. Nach Westen erstreckt sich der Gemeindeboden den Hang hinauf bis auf die ausgedehnten Waldhöhen des Jorat, darunter Esserts Clopets (919 m ü. M.), Bois Faucon und Bois Vuacoz (mit 927 m ü. M. der höchste Punkt von Corcelles-le-Jorat). Ganz im Westen reicht das Gebiet an den Bach Corbassière, den Quellbach der Mentue. Im Süden wird das Gebiet durch den Bach Cerjuz begrenzt. Von der Gemeindefläche entfielen 1997 5 % auf Siedlungen, 42 % auf Wald und Gehölze und 53 % auf Landwirtschaft.
Zu Corcelles-le-Jorat gehören die Hofsiedlungen Riau-Graubon (861 m ü. M.), Les Chênes (885 m ü. M.) und Chez les Porchet (835 m ü. M.), alle am Ostabhang des Jorat, sowie zahlreiche Einzelhöfe. Nachbargemeinden von Corcelles-le-Jorat sind Ropraz, Montpreveyres, Froideville, Jorat-Menthue und Hermenches.

## Bevölkerung
Mit 500 Einwohnern (Stand 31. Dezember 2023) gehört Corcelles-le-Jorat zu den kleinen Gemeinden des Kantons Waadt. Von den Bewohnern sind 92,0 % französischsprachig, 4,1 % deutschsprachig und 1,7 % englischsprachig (Stand 2000). Die Bevölkerungszahl von Corcelles-le-Jorat belief sich 1850 auf 572 Einwohner, 1900 auf 535 Einwohner. Danach wurde durch starke Abwanderung bis 1980 eine Abnahme auf 353 Einwohner verzeichnet; seither stieg die Bevölkerungszahl wieder leicht an.

## Wirtschaft
Corcelles-le-Jorat war bis in die zweite Hälfte des 20. Jahrhunderts ein vorwiegend durch die Landwirtschaft geprägtes Dorf. Noch heute haben der Ackerbau und die Viehzucht einen wichtigen Stellenwert in der Erwerbsstruktur der Bevölkerung. Weitere Arbeitsplätze sind im lokalen Kleingewerbe und im Dienstleistungssektor vorhanden. Corcelles-le-Jorat ist Standort einer Mühle und Sammelzentrum für Viehfutter. In den letzten Jahrzehnten hat sich das Dorf auch zu einer Wohngemeinde entwickelt. Viele Erwerbstätige sind deshalb Wegpendler, die vor allem in Lausanne und in Moudon arbeiten.

## Verkehr
Die Gemeinde ist verkehrstechnisch gut erschlossen, obwohl sie abseits grösserer Durchgangsstrassen liegt. Sie besitzt eine gute Verbindung zur Hauptstrasse 1 (Lausanne-Bern). Durch die Autobuslinie 62 der Transports publics de la région Lausannoise, die von Lausanne nach Moudon verkehrt, ist das Dorf an das Netz des öffentlichen Verkehrs angebunden. Daneben besteht eine Linie von Corcelles-le-Jorat nach Ropraz.

## Geschichte
Funde von Münzen und Urnen aus dem 1. und 2. Jahrhundert nach Christus belegen eine frühe Besiedlung des Gemeindegebietes von Corcelles-le-Jorat. Die erste urkundliche Erwähnung des Ortes erfolgte 1140 unter dem Namen Corceleys. Später erschienen die Bezeichnungen Corselles près le Jorat (im 17. und 18. Jahrhundert), Corselles és Jurats (1772), Corselles le Jurat (1776); erst seit 1803 ist der heutige Name überliefert. Der Ortsname ist auf das lateinische Wort corticella (kleiner Hof) zurückzuführen.
Das Gebiet um Corcelles-le-Jorat wurde vermutlich von den Mönchen der Abtei Haut-Crêt urbar gemacht. Der Bischof von Lausanne gab das Dorf im 12. Jahrhundert einer Adelsfamilie zum Lehen, die sich fortan de Corcelles nannte. In der nachfolgenden Zeit gab es zahlreiche Besitzerwechsel. Mit der Eroberung der Waadt durch Bern im Jahr 1536 gelangte das Dorf unter die Verwaltung der Landvogtei Moudon. Nach dem Zusammenbruch des Ancien Régime gehörte Corcelles-le-Jorat von 1798 bis 1803 während der Helvetik zum Kanton Léman, der anschliessend mit der Inkraftsetzung der Mediationsverfassung im Kanton Waadt aufging. 1798 wurde es dem Bezirk Oron zugeteilt.

## Sehenswürdigkeiten
Eine erste Kapelle, die dem heiligen Johannes dem Täufer geweiht war, wurde 1484 gebaut. Ein neues Gotteshaus wurde 1725 an einer anderen Stelle errichtet und seither mehrfach verändert und erweitert. Ein aus dem 17. Jahrhundert stammendes Schloss wurde 1769–71 neu erbaut. Im 19. Jahrhundert wurde das Château des Jaunins errichtet.